# Xarxet gris
El xarxet gris (Anas gracilis) és una espècie d'ocell de la família dels anàtids (Anatidae). Aquest xarxet habita aiguamolls i llacs de les illes Aru i Kai, Ambon, a les Moluques, Nova Guinea, Rennell, a les Salomó, Austràlia, Tasmània i Nova Zelanda.